# SC Emmen
Der SC Emmen ist einer von zwei Fussballklubs im luzernerischen Emmen in der Schweiz. Er spielt aktuell in der 2. Liga interregional, der fünfthöchsten Spielklasse der Schweiz.

## Geschichte
Der SC Emmen wurde am 17. August 1949 im Restaurant «Ibach» von Gründungspräsident Franz Baumgartner und 14 Gleichgesinnten gegründet. Bei den  Vereinsfarben Schwarz-Weiss orientierte man sich am Wappen der Gemeinde Emmen.
In der Saison 2008/09 bildete der SC Emmen zusammen mit dem ebenfalls aus Emmen stammenden FC Emmenbrücke eine Leistungsgruppierung für A- bis C-Junioren namens «Emmen United». In der Saison 2018/19 wurde Emmen United vorläufig eingestellt.
Zur Zeit beherbergt der SC Emmen nach eigenen Angaben 350 Junioren. Dank dieser Juniorenförderung stammen 90 % aller Spieler aus eigenem Nachwuchs.